# Club Deportivo Hércules
Le Club Deportivo Hércules était un club de football salvadorien.
Le club remporte le championnat du Salvador chaque saison de 1927 à 1934, soit sept titres consécutifs.

## Palmarès
- Championnat du Salvador (7)
  - Champion : 1927, 1928, 1929-30, 1930-31, 1931-32, 1932-33, et 1933-34